# Pilo (Musiker)
Pilo (* 11. November 1961 in Bingen am Rhein, eigentlich Martin Rector) ist ein deutscher Musiker, Musikproduzent und Musiktheaterautor. Zu seinem Repertoire zählen Lyrikvertonungen von Johann Wolfgang von Goethe, Rainer Maria Rilke, und Stefan George, musikalische Kleinkunstprogramme, sowie musikalische Bühnenstücke.

## CD-Veröffentlichungen
- 1985 Ich wandle auf Deutschlands Strassen, vertonte Gedichte von und mit Mark Zak
- 1998 Pilo singt und liest Goethe
- 1999 ARRROGANT Pilo & Piloten
- 2000 4 All Time Hits Maxisingle
- 2001 Die Stimmen experimentelle Oper nach einem Gedichtzyklus von Rilke
- 2007 Lyrische Weinlieder
- 2007 Rosen und Disteln CD zum gleichnamigen Musiktheaterstück (Oktober 2007)
- 2008 Ich sah die Welt als EINS Musical zu Leben und Wirken von Hildegard von Bingen
- 2017 piLo´s wundersame Winter-Weihnachts-Welt
- 2018 ...schweig still und spiel deine Gitarre